# Лураго-д’Эрба
Лураго-д’Эрба (итал. Lurago d'Erba) — коммуна в Италии, располагается в регионе Ломбардия, в провинции Комо.
Население составляет 5244 человека (2012), плотность населения составляет 1197 чел./км². Занимает площадь 5 км². Почтовый индекс — 22040. Телефонный код — 031.
Покровителем коммуны почитаются святой апостол и евангелист Иоанн Богослов, празднование 27 декабря, и San Rocco.

## Демография
Динамика населения:

## Администрация коммуны
- Официальный сайт: http://www.comune.luragoderba.co.it